# سيرغي كاراسيف
سيرغي كاراسيف (بالإنجليزية: Sergei Gennadyevich Karaseve)‏ من مواليد 12 يونيو 1979 بموسكو، حكم روسي دولي، قرر الاتحاد الدولي لكرة القدم اعتماده حكما دوليا في سنة 2010.

## روابط خارجية
- سيرغي كاراسيف على موقع Soccerway.com (الإنجليزية)
- سيرغي كاراسيف على موقع أوليمبيديا (الإنجليزية)